# World's On Fire
World's on Fire é o primeiro álbum ao vivo e o segundo DVD da banda The Prodigy, que teve o seu lançamento a 11 de maio de 2011.

## Faixas
| N.º | Título                            | Duração |  |
| 1.  | "Intro"                           | 0:32    |  |
| 2.  | "Breathe (canção de The Prodigy)" | 5:02    |  |
| 3.  | "Omen"                            | 3:48    |  |
| 4.  | "Colours"                         | 4:06    |  |
| 5.  | "Thunder"                         | 2:51    |  |
| 6.  | "Warrior's Dance"                 | 4:56    |  |
| 7.  | "Firestarter"                     | 4:39    |  |
| 8.  | "Run with the Wolves"             | 4:23    |  |
| 9.  | "Weather Experience"              | 3:57    |  |
| 10. | "Voodoo People"                   | 3:45    |  |
| 11. | "Omen (Reprise)"                  | 1:21    |  |
| 12. | "Invaders Must Die"               | 3:45    |  |
| 13. | "Smack My Bitch Up"               | 5:04    |  |
| 14. | "Take Me to the Hospital"         | 4:08    |  |
| 15. | "Everybody in the Place"          | 3:16    |  |
| 16. | "Their Law"                       | 5:28    |  |
| 17. | "Out of Space"                    | 4:32    |  |

### Conteúdo bónus do DVD e Blu-ray
1. "Run (Brixton, London)"
2. "Spitfire / Mescaline (Brazil)"
3. "Breathe (Slane Castle, Ireland)"
4. "Poison (Glastonbury, England)"
5. "Warning (T in the Park , Scotland)"
6. "Japanese film"
7. "Voodoo (Bestival and Paris, France)"
8. "USA film"
9. "UK arena tour film"
10. "Smack My Bitch Up (Isle of Wight to Download, England)" (video)

## Equipe
- Keith Flint - vocalista
- Maxim Reality - MC, vocalista
- Liam Howlett - sintetizadores
- Rob Holliday - guitarra
- Leo Crabtree - percussão